# Maria von Trapp
Maria Augusta von Trapp, född Kutschera 26 januari 1905 i Wien, Österrike, död 28 mars 1987 i Morrisville, Vermont, USA, var en österrikisk sångerska och författare som var förebilden till rollfiguren med samma namn i den kända musikalen Sound of Music som är löst baserad på några böcker hon skrev om sitt och sin familjs liv.

## Biografi

### Tidiga år
Maria Augusta Kutschera föddes på ett tåg, medan hennes mor var på resa från sin hemby i Tyrolen till Wien. Modern avled när Maria var två år gammal och hennes far överlät vårdnaden av henne till en kusin, så att han själv kunde ägna sig åt att resa. När Maria var sex år gammal dog även hennes far. Hon växte upp hos en förmyndare, och hennes barndom präglades av ensamhet och en mycket strikt uppfostran. 
Hon studerade vid det statliga lärarseminariet i Wien. När en jesuitpräst, fader Kronseder, besökte hennes skola, blev Maria starkt dragen till det religiösa livet. Vid arton års ålder blev hon postulant vid Nonnberg i Salzburg, benediktinernunnornas första kloster norr om Alperna. I klostret kom hon att betraktas en smula som ett "svart får" på grund av sin svårighet att anpassa sig till klosterlivet, delvis eftersom hon var van vid ett fritt liv och att klättra omkring i Alperna. Då hon drabbades av migränanfall ansåg läkaren att det berodde på brist på frisk luft och motion. 
1926 fick klostret besök av Georg von Trapp, en f.d. kapten vid österrikiska flottan och ubåtsbefälhavare i Pula, Istrien, som fått många utmärkelser under första världskriget. von Trapp var nu änkeman med sju barn efter det att hans hustru avlidit 1922 i scharlakansfeber, och behövde en guvernant åt en av sina döttrar, vid namn Maria, som höll på att tillfriskna från scharlakansfeber. Klostrets abbedissa valde då Maria, både för att hon hade en lärarexamen och för att hennes hälsa skulle bli bättre. Efter 10 månader hos familjen von Trapp var det tänkt att Maria skulle återgå till klosterlivet. 
Maria undervisade lilla Maria och utvecklade en stark relation och kärlek till alla sju barnen. Georg von Trapp friade till henne och med abbedissans välsignelse gifte de sig den 26 november 1927. De fick tillsammans tre barn: Rosemarie (f. 1929), Eleonore (f. 1931) och Johannes (f. 1939).
Den musikaliska familjen sjöng ofta vid religiösa högtider i trakterna. I slutet på 1930-talet förlorade baron von Trapp alla sina tillgångar; familjen tvangs göra om sitt hem till ett gästhem för studenter men fick även tillstånd att ha ett eget kapell. Dit kom vid påsktiden 1938 en ung präst, fader Franz Wasner, som sen blev familjens musikaliska manager i 20 års tid, insåg att familjen hade stor talang. Lotte Lehmann hörde dem sjunga och insisterade på att de måste deltaga i den årliga Salzburgfestivalen. Därefter var familjens lycka gjord – de gjorde en konsertturné genom Europa, till platser såsom Paris, London, Bryssel och Haag, och fick till och med audiens hos påve Pius XI i Rom och de sjöng för honom Mozarts Ave verum.

### Andra världskriget
När nazisterna annekterade Österrike i mars 1938 fick den före detta kommendörkapten baron von Trapp erbjudandet av det tyska marindepartementet att överta befälet över de nya ubåtarna och upprätta en ubåtsbas i Adriatiska havet och senare eventuellt även i Medelhavet. Han vägrade att acceptera denna position, och den i det närmaste utblottade familjen flydde med tåg genom Alperna till St. Georgen i Italien. Där lyckades de få ihop tillräckligt med pengar för att kunna fara vidare till USA, tack vare en amerikansk konsertledare. Väl bosatta i sitt nya hemland gav familjen flera konserter. Enligt amerikanska tidningar och ett av barnen valde familjen att turnera i Skandinavien 1939, då deras visum gick ut. 1942 semestrade familjen i delstaten Vermont, och tyckte att omgivningarna där påminde om Österrike. De investerade i en stor egendom och startade en semesteranläggning i Stowe – The Trapp Family Lodge. 
Sommaren 1950 uppträdde familjen ånyo vid Salzburgfestivalen och hyllades då som hjältar. Där kunde de även besöka sitt forna hem, som under andra världskriget fungerat som högkvarter för nazisterna i området.

### Sound of music
Maria von Trapp skrev boken The Story of the Trapp Family Singers redan 1949 (Utgiven på svenska med titeln Den sjungande familjen Trapp). Strax därefter erbjöd Hollywood henne att köpa titeln men göra om historien, men Maria von Trapp vägrade. 1956 fick hon ånyo ett erbjudande denna gång av Wolfgang Reinhardt, son till den berömde filmregissören Max Reinhardt. Han var intresserad av hela historien och erbjöd henne 10 000 dollar. Hon accepterade, men fick dock endast 9 000 dollar efter diverse diskussioner om rättighet till royalties, etc. Det gjordes två filmer i Tyskland om familjen, Flykten västerut (Die Trapp Familie, 1956) och Die Trapp Familie in Amerika (1958). Bägge filmerna blev stora kassasuccéer.
När Maria von Trapp fick brev om att man planerade att göra familjens historia till en musikal på Broadway arbetade hon som missionär på Nya Guinea, där hon tillbringade sammanlagt trettio år. Musiken skrevs av den välbekanta duon Richard Rodgers (musik) och Oscar Hammerstein (text), och resultatet blev den välkända Sound of Music. Musikalen hade 1 443 föreställningar och vann sex Tonyutmärkelser. År 1965 hade en musikalfilm premiär, med Julie Andrews i rollen som Maria von Trapp och Christopher Plummer som Kapten von Trapp, som blev tidernas största musikalfilmsuccé och visas än på biograferna.

### Död
Baron von Trapp avled redan 30 maj 1947 och när Maria von Trapp avled knappt fyrtio år senare, 1987, fick hon vila vid hans sida, något som hon enligt egen utsago längtat efter under alla åren som änka efter makens bortgång. Paret har sin gemensamma grav på egendomen The Trapp Family Lodge.